# Ternate (Itália)
Ternate é uma comuna italiana da região da Lombardia, província de Varese, com cerca de 2.254 habitantes. Estende-se por uma área de 5 km², tendo uma densidade populacional de 451 hab/km². Faz fronteira com Biandronno, Cazzago Brabbia, Comabbio, Inarzo, Travedona-Monate, Varano Borghi.

## Demografia
| Variação demográfica do município entre 1861 e 2011                               |
|                                                                                   |
| Fonte: Istituto Nazionale di Statistica (ISTAT) - Elaboração gráfica da Wikipedia |